# 帝国データバンク
株式会社帝国データバンク（ていこくデータバンク、英: Teikoku Databank, Ltd.、略称: TDB）は、東京都港区南青山に本社を置く、企業を専門対象とする日本国内最大手の信用調査会社である。

## 会社概要
1900年（明治33年）3月3日に後藤武夫が帝国興信社として創業、その後法人化し商号を帝国興信所とした。1981年に社名を現在の帝国データバンクに変更。それと同時に従来請け負ってきた結婚調査・雇用調査等の個人調査を廃し、業務を企業信用調査に特化した。本社は東京都港区。
東京都と大阪府に支社を置き、事業所数は国内83ヶ所。調査スタッフ数約1,700人。

## 事業内容
- 企業信用調査
- 信用リスク管理サービス
- データベースサービス
- マーケティングサービス
- 電子商取引サポートサービス
- 出版  など

企業信用調査報告書、データベースサービス等は、オンライン（COSMOSNET）での提供も行っている。

## 信用調査の方法
信用調査の方法は、企業が自社で行う「直接調査」や「外部調査」があるが、同社のような第三者へ依頼するのを「依頼調査」と呼ぶ。しかし、実際に信用調査会社が行う調査方法は自社で「直接調査」や「外部調査」で行うのと同じ手法である。

### 直接調査
調査先から直接情報を入手する方法。調査対象とする企業をアポイントメントをとって訪問し、調査を行う「訪問調査」および、電話を利用して行う「電話調査」、e-メールやFAXを利用して行う「メール・FAX調査」がある。訪問調査ではヒアリングと同時に、企業の在庫や設備の状況、業務内容などの情報を収集する。

### 外部調査
調査対象の企業以外から情報を入手する調査方法。官公庁に登録された情報を閲覧して情報を収集する「官公庁調査」、インターネットやデータベースの検索から情報収集を行う「検索調査」、のほか「側面調査」といって、対象会社に知られずに取引先や同業者、取引銀行など関係先から情報収集する調査がある。近年では、ほとんどの企業が公式ウェブサイトを持っていることから、インターネットの検索サービスを利用して調査対象の企業サイトから情報を収集「検索調査」が多用されるが、求人情報サイトなど他のサイトから情報を収集することもある。

### 側面調査
直接調査で得られた情報が、正確な情報なのかを確認するために行うのが側面調査である。いわば裏付け調査であり、直接調査だけでは情報の入手が不十分な場合に行われる補完的調査。

### 依頼調査
企業が自社で調査せずに同社のような第三者へ依頼する調査方法をいう。しかし、実際に信用調査会社が行う調査方法は「直接調査」や「外部調査」で行うのと同じ手法である。

## 同社からの調査への対応
帝国データバンクから調査依頼があった場合、どのように対応すれば良いのか迷う企業は多い。調査に協力する義務はないが、帝国データバンクは大手の信用調査会社であり、取引先企業からの依頼に基づき、調査を行っている可能性もあるため応じたほうが有利になる場合が多い。一方、帝国データバンクから電話がかかり、売上などの情報をヒアリングしてくる場合は、帝国データバンク自体が企業情報のデータベースを作成する目的で連絡している可能性が高く、同社の企業情報データベースに情報を提供しておけば、自社の取引先などが信用調査をするために「側面調査」や「訪問調査」をする必要、手間の一部が減らせるメリットがある。情報提供することで、企業の心象が良くなり調査結果も良くなることがあるともいわれることがある。

## 関係会社
- 株式会社帝国データバンクビジネスサービス
- 株式会社帝国データバンクネットコミュニケーション
- 株式会社帝国データバンククリエィティブ
- 株式会社帝国データバンクアクシス
- 株式会社帝国データバンク情報システム
- 帝国データバンクアメリカ （TEIKOKU DATABANK AMERICA, INC.）
- 株式会社韓國TDB信用情報

## 主要加入団体
- 一般社団法人日本経済団体連合会
- 東京商工会議所
- 公益社団法人経済同友会

## 沿革
- 1900年（明治33年）3月3日 - 後藤武夫が東京市京橋区南鍛冶町1番地に帝國興信社を創業。
- 1902年（明治35年） - 帝國興信所に社名変更。
- 1972年（昭和47年） - データベースサービスを開始。
- 1981年（昭和56年） - 帝国データバンクに社名変更。
- 1987年（昭和62年）7月13日 - （新）株式会社帝国データバンクを設立。外資との提携計画のため。
- 2007年（平成19年） - 帝国データバンク史料館開館[3]。
- 2016年（平成28年） - 本社在籍の男性社員が過労により自殺。三田労働基準監督署による立入検査が行われた[4]。
- 2017年（平成29年） - 信用調査業務を委託している調査員の報酬で消費税増税分を支払わず、消費税転嫁対策特別措置法に違反（買いたたき）していたとして、中小企業庁が公正取引委員会に同社への措置を求めた。不払い額は消費税率が5%から8%に引き上げられた2014年4月から16年6月までの間で計約1億300万円に上る[5][6]。
- 2018年（平成30年） - 一橋大学大学院経済学研究科帝国データバンク企業・経済高度実証研究センターを設立[7][8]。
- 2019年（平成31年） - 滋賀大学と「Data Engineering and Machine Learningセンター（DEMLセンター）」を設置[9]。
- 2019年（平成31年） - 滋賀大学DEMLセンターに、セゾンテクノロジーが参画[10]。